# 이정모 (심리학자)
이정모(李政模, 1944년 3월 26일~2018년 8월 8일)는 대한민국의 심리학자이며, 2009년에 성균관대학교에서 정년 퇴임을 하고 성균관대학교 명예교수였다.

## 생애
1944년 강원도 원주에서 태어났고, 그는 서울대학교 심리학과를 졸업하고 캐나다 퀸즈 대학교 대학원에서 심리학을 전공한 후, 성심여자대학교 (현 가톨릭대학교 성심교정), 고려대학교, 성균관대학교에서 심리학, 인지과학등을 가르쳤으며, 2009년에 성균관대학교에서 정년 퇴임을 했고, 같은 대학교의 명예교수로 지냈다. 2018년 8월 8일 숙환으로 사망하였다.

## 경력
그는 원주 중학교와 원주고등학교에서 수학한 후, 서울대학교 문리과대학(1962-1966년)과, 대학원에서 심리학을 전공하고(석사, 1971년), 캐나다 온타리오 주 킹스턴시의 퀸즈대학(Queen's University) 대학원 심리학과에서 심리학을 전공하였다(석사, 1976년; 박사, 1979년), 그의 지도교수는 David J. Murray이었다. 1979년에 한국에 귀국한 후에. 성심여자대학교 심리학과에서 조교수로(1979-1980년), 고려대학교 심리학과 부교수, 교수로 재직하였다(1980-1984년). 그후 미국 콜로라도대학 (University of Colorado, Boulder) 인지과학 연구소(Institute of Cognitive Science)의 연구원(1984-1985년), 쉬카고 대학 (University of Chicago)의 과학의 개념적 기초 분과(Committee on the Conceptual Foundation of Science)의 방문학자를 거쳐서 (1985년), 성균관대학교 심리학과 교수로 재직하다가 2009년 8월에 정년퇴임하였다. 이후 그는 성균관대학교 심리학과 및 인지과학협동과정 명예교수로 지냈다.
이외의 경력 사항은 다음과 같다.
- '한국심리학회': 학회서기(1969-1971년). 총무간사(1981-1982년), 한국심리학회지 편집부위원장(1981-1982년), 한국심리학회지 편집위원장(1982-1984년, 1985-1986년), 한국심리학회 학술위원(1985-1986년; 1987-1990년; 1991-1998년), 한국심리학회 정보위원회 위원장(2000-2001년), 한국심리학회 이사(1991-1993년; 1994-1996년; 2000-2001년; 2002-2008년)
- 한국실험 및 인지심리학회 (한국심리학회 제 6분과학회): 이사 (1984-1991년), 회장(1991-1993년), '실험 및 인지심리학회지' 편집위원 (1899-1991년; 1999-2003년) 편집위원장(1991-1993년), 고문(2010년-)
- 한국인지과학회: 초대 총무이사(1987-1988년), 재무이사(1988-1989년), 학회지 '인지과학' 편집위원(1987-1990년; 2002-2007년) 부회장(1990-1991년; 1994-1995년), 감사(1996-1998년), 회장(1999년), 기획학술자문위원(2002-2006년)
- 한국사회과학연구협의회: '사회과학논평'지 및 'Korean Social Science Journal' 편집위원(1990-1993년)
- 한국뇌과학회 고문(2003년-)
- 한국마음두뇌교육협회 기획자문위원 (2005년-)
- International Conference of Cognitive Science (ICCS), Steering Committee: 위원(1996-2006)
- 뇌과학센터 (Brain Science Research Center, KAIST, Korea), 운영위원(1997-2007)
- 사단법인 한국청소년교육연구소: 연구위원(1992-2004년)
- 성균관대학교 교수 협의회 부회장 (2002-2004년)
- International Association on Cognitive Science (IACS), 위원

### 학회 활동
- 국내학회 가입 사항 (현재): 한국심리학회 (1969년-), 한국실험 및 인지심리학회(현 한국 인지 및 생물심리학회) (1979년-), 한국인지과학회 (1987년-), 한국마음두뇌교육협회 (2005년-), 한국뇌학회 (2003년-), 한국과학사학회 (1994년-), 한국과학철학회 (1994년-), 담화인지언어학회 (1997년-), 한국과학사상연구회 (2002년-), 한국제도경제학회 (20--), 한국노년학회 (1994년-), 한국심리언어학회 (20--년-), 한국분석철학회 (1983년-)

- 국제학회 가입 사항 (현재): Association for Psychological Science (APS) (1993년-), American Psychological Association (APA) (1992년-). APA Division 24 (The Society of Theoretical and Philosophical Psychology) (1992년-), APA Division 26 (The Society for the History Of Psychology) (1993년-), APA Divsion 52 (International Psychology) (2009년-), Society for Cognitive Science (1997년-), International Council of Psychologists (2010년-)

- 학회 멤버쉽 (과거 회원): 철학연구회 (1983-??), 한국언어학회 (1981-2003년),

- 국제학회 멤버쉽 (과거 회원): New York Academy of Science (NYAS) (2003-), The American Association for the Advancement of Science (AAAS)

### 수상 내역
- 한국심리학회 (특별) 공로상 (2003)
- 성균관대학교 성균가족상(:교육-업적 부문 우수상) (2003)
- 성균관대학교 최우수 e+ 강의상 (2005)
- 문화관광부 2001년 추천도서 선정 (저서: 인지심리학: 형성사, 개념적 기초, 조망)
- 대한민국 학술원 2002년 우수학술도서 (인지과학: 학문간 융합의 원리와 응용)
- 대한민국 학술원 2011년 우수학술도서 (인지과학: 과거, 현재, 미래)
- 한국 인지과학회 평생공로상 (2013)

## 인지과학 관련 활동
캐나다 유학 중 1974년에 인지주의와 인지과학의 개념적, 이론적 바탕을 알게 된 후, 그는 과학철학, 과학사 등을 공부하였고, 1985년 미국 콜로라도대학교(Boulder 소재) 인지과학연구소
(ICS)에 연구원으로 있으면서 인지과학에서 여러 학문들이 학제적으로 어떻게 연결될 수 있는가를 알게 되었다. 1985년에 미국 쉬카고 대학(The Chicago University)의 "과학의 개념적 기초과정(Committee)"[현재의 'the History of Science and Medicine의 전신]에 객원연구원으로 있었다. 귀국하여서 서울대학교 심리학과 조명한 교수와 함께 국내 최초의 공식적 융합연구인 대우재단 인지과학 공동연구를 1986년에 기획, 조직하였다. 1987년에 한국인지과학회가 탄생한 후에는
초대 총무이사를 맡아서 뉴스레터 ‘인지과학 소식’지의 편집을 맡으며 인지과학의 국내 소개와 확산을 위해 노력하였다. 1994년에 문교부에 로비를 통해 국내 대학에서 인지과학 협동과정이 설치될 수 있는 길을 열었고,
1995년 성균관대학교에 대학원 인지과학 협동과정 설치와 개설을 주도하였다. 1996년에는 KAIST 전산학과 김진형 교수, 서강대학교 전산학과 서정연 교수와 함께 인지과학의 응용을
초점으로 한 '소프트과학' 프로젝트 (과학기술부 프로젝트)를 시작하였다. 1997년에는 대한민국 국회의원 정호선이 주도하는 '뇌과학촉진법' 제정에 인지과학 분야를 대표하여 참여하였고,
1998년에 뇌과학촉진법이 발효된 이후에는 KAIST 전기전자공학과의 뇌공학자 이수영 교수, 연세대학교 심리학과 정찬섭 교수 등과 함께 대전 KAIST에 설치되는 뇌과학연구센터(BSRC)의 연구틀 형성 및
운영틀 기획에 관여하였으며, 관련하여 과학기술부의 뇌과학촉진심의회 위원으로 활동하였다(1999-2003년). 1999년부터-2001년 사이에는 18개 대학 27명의 공동연구자(심리학, 의학, 언어학, 컴퓨터과학, 교육학 분야)를
연결하여 연구책임자로 과학기술부 특정연구 뇌과학연구사업, '뇌인지기능 연구'를 수행하였다. 또한 KAIST 전산학과 김진형 교수가 한국인지과학회 회장으로 있는 동안 한국 과학기술부 지원 '소프트 사이언스'(Soft science) 연구 프로젝트를 주도하였고
서울에서 1997년에 1차 모임을 개최한 '국제인지과학학회'(ICCS)(International Conference on Cognitive Science)의 기획위원으로 이후 활동하였다(1999-2006년).
인지과학에 관심있는 젊은 세대를 위한 ‘지식 나누기’ 활동으로는 1995년부터는 천리안(인터넷 포탈) 인지과학동호회를 기획, 주도하였고, 2002년의 다음넷의 인지과학학생회 출범 이후에, 서강대 영문학과 조숙환 교수와 함께 온/오프라인에서 이 모임을 적극 지원하였으며, 인지과학에 관심있는 젊은 사람들의 모임인 '토인모'의 출범(2011년) 이후에는 이 모임의 기획, 지원하고 있다.
- 기타 그의 발표 글, 강연, 웹 글들의 목록 등의 사항은 네이버 블로그 '심리학-인지과학 마을'의 여러 자료나, Google Blog '인지과학 마당'의 자료들을 참조하시오.

## 참고
Academia: https://web.archive.org/web/20121220132711/http://sungkyunkwan.academia.edu/JungMoLee

## 저서
- '인지심리학: 형성사, 개념적 기초, 조망' (2001), 아카넷.
- '인지심리학'(공저), (2008)(3판), 학지사.
- '인지과학: 학문간 융합의 원리와 응용' (2009), 성균관대학교 출판부.
- '인지과학: 과거, 현재, 미래' (2010), 학지사.

`